# Úpadnice
Úpadnice (nazývaná také úpadní chodba/štola) je hornický termín pro důlní chodbu raženou v úklonu ložiska. Je to důlní chodba s cíleným podélným úklonem. Nejčastěji slouží k dopravě důlních vozíků s těženým materiálem (těživem) vzhůru na nejbližší patrovou směrnou chodbu. K dopravě těživa se obvykle používají zařízení na principu vrátku. Z úpadnic se razí dělicí chodby rozdělující výšku patra na mezipatra.